# Halo: Contact Harvest
«Halo: Contact Harvest» (укр. Гало: Контакт на Врожаї) — науково-фантастичний роман, супутній до серії відеоігор Halo, написаний Джозефом Стейтеном. Виданий Tor Books 30 жовтня 2007 року.
Роман є п'ятою художньою книгою за серією Halo та присвячений подіям, що передували іграм однойменної серії. Сюжет описує перше зіткнення людства з релігійно-політичним союзом іншопланетян Ковенантом, яке відбулося на планеті Врожай та поклало початок війні двох цивілізацій.

## Сюжет
Планета Врожай (англ. Harvest) належить Об'єднаному уряду Землі (англ. Unified Earth Government) і вирощує їжу для інших колоній. Космічний корабель Ковенанту «Мала трансгресія» (англ. Minor Transgression) у 2525 році виявляє людське вантажне судно та захоплює його. Із записів на борту стають відомі координати Врожаю. Представник виду унґой, диякон Дадаб (англ. Deacon Dadab), виявляє на планеті тисячі артефактів зниклої цивілізації Предтеч, яких Ковенант шанує як богів. Його підопічні з виду кіґ-яр замислюють потай викрасти артефакти, але зустічають людські війська. Управління флотом (англ. Office of Naval Intelligence) вважає, що зіткнулося з повстанцями. Штаб-сержант Ейвері Джонсон очолює контратаку, в ході якої розуміє, що нападники не були людьми. Капітан «Малої трансгресії» запускає самознищення корабля, Дадаб тікає в рятувальній капсулі з хураґоком («інженером») Легшим за декотрих (англ. Lighter Than Some). Космічне командування об'єднаних націй (англ. United Nations Space Command) згуртовує сили, очікуючи повторної появи прибульців.
Одні з правителів Ковенанту, сан'шуюми Міністр Непохитності та Верховний міністр Спокою, дізнаються про артефакти Предтеч на Врожаї. Вони побоюються, що вид санґхейлі, що підпорядковується сан'шуюмам, скористається артефактами для здобуття незалежності. Тому правителі споряджають до Врожаю корабель «Швидке навернення» (англ. Rapid Conversion) з більш примітивними, але вірними джаралханами («брутами») на чолі з фанатиком Тартарусом.
«Швидке навернення» прибуває до Врожаю та підбирає капсулу з Дадабом. Людські штучні інтелекти, котрі керують планетою, Сиф і Мак, шлють прибульцям пропозицію переговорів. Проте джаралхани перші відкривають вогонь, вбивають всіх на шляху, після чого повертаються на корабель в очікуванні подальших наказів. Міністр Непохиності з Верховним міністром Спокою навертають на свій бік Пророка Стриманості, щоб використати ситуацію для зміцнення влади свого виду. Втрьох вони приходять за порадою на столицю, Верховне милосердя, до преподобного старця Фіологіста, котрий спілкується з «оракулом» — штучним інтелектом Предтеч на ім'я Жебракуючий Ухил, схованим на кораблі Предтеч. Вони відкривають, що артефактами на Врожаї є самі люди і їх вказано як «відновників», тобто спадкоємців Предтеч, здатних активовувати технології зниклої цивілізації. Жебракуючий Ухил починає готувати корабель до відльоту, що загрожує зруйнувати столицю. Мислячі колонії червів лекґоло не дають це здійснити. Сан'шуюми усвідомлюють, що існування «відновників» загрожує їхньому головуванні в Ковенанті, тому домовляються тримати відкриття в секреті.
Населення з малих міст Врожаю евакуюють до столиці, щоб звідти космічним ліфтом доставити на станцію «Тіара». Капітан «Швидкого навернення» Маккабеус вирішує продовжити пошук артефактів, попри битви з людьми. Тартарус же вимагає просто розбомбити планету, разом знищивши всіх противників. ШІ Мак віддає свої сервери власному двійнику, військовому штучному інтелекту Локі, що організовує оборону. Ковенант висаджує війська на «Тіарі», та Легший за декотрих обурений агресією, тому входить в контакт із Сиф і Локі. Разом вони розробляють план підробити сигнал загарбників, щоб заманити їхній крейсер, який загрожує відступу біженців, під вогонь гармати «Тіари». Джонсон очолює загін у бою з відвоювання станції. Тартарус убиває Маккабеуса, бере під командування його війська, після чого веде їх у контрнаступ проти людей. Летючі істоти янмі'і вбивають Легшого за декотрих, розчарований в них Дадаб розстрілює янмі'і. Випадково він пошкоджує системи Сиф, а останній постріл використовує, щоб поранити Тартаруса. Той змушений відступити, та перед цим убиває Дадаба своїм молотом. Біженці рятуються на вантажних суднах. Зачистивши станцію, Джонсон разом з 250000 інших уцілілих покидає Врожай. Локі збиває крейсер, що також руйнує і станцію та вбиває Сиф.
Біженці встигають відлетіти від планети, коли Тартарус починає бомбардування. Сан'шуюми, користуючись конфліктом, узурпують владу, стаючи трьома пророками: Істини, Каяття та Милості. Вони оголошують священну війну проти людства, сподіваючись на геноцид людей і як наслідок знищення всіх, хто може поставити під сумнів їхню владу.

## Оцінки й відгуки
«Halo: Contact Harvest» після виходу зайняв 7-е місце в списку бестселлерів «The New York Times» і утримував його 5 тижнів. Критики відзначили, що хоча Стейтен не був іменитим письменником, йому вдалося створити якісний науково-фантастичний роман. З негативних аспектів називалися надмір військового жаргону та акронімів.